# Tenthredininae
Tenthredininae – podrodzina błonkówek z podrzędu rośliniarek i rodziny pilarzowatych, obejmująca około 1700 opisanych gatunków.
Pilarzowate te cechują się brakiem epicnemium na tułowiu. Żyłka medialna w przednich skrzydłach jest równoległa lub prawie równoległa względem żyłki Im-cu oraz styka się z żyłką Sc+R znacznie bardziej nasadowo niż miejsce styku Sc+R z Rs+M. Żyłka analna 2A+3A jest pełni wykształcona i może łączyć z żyłką 1A za pomocą żyłki poprzecznej lub bezpośrednio z jej środkową częścią.
Podrodzina holarktyczna. W Ameryce Północnej tylko 3 gatunki docierają do północnych krańców Meksyku, a pozostałe występują dalej na północ.

## Systematyka
Obejmując około 1700 opisanych gatunków jest najliczniejszą podrodziną pilarzowatych. Należą do niej rodzaje:

- Aglaostigma Kirby, 1882
- Armitarsus Malaise, 1931
- Blankia Lacourt, 1997
- Cephaledo Zhelochovstev, 1988
- Conaspidia Konow, 1898
- Corymbas Konow, 1898
- Deda Gibson, 1980
- Jermakia Jakovrev, 1892
- Lagidina Malaise, 1945
- Macrophya Dahlbom, 1835
- Neocolochelyna Malaise, 1937
- Pachyprotasis Hartig, 1837
- Perineura Hartig, 1837
- Propodea Malaise, 1945
- Rhogogaster Konow, 1884
- Sciapteryx Stephens, 1835
- Tenthredo Linnaeus, 1758
- Tenthredopsis Costa, 1859
- Ussurinus Malaise, 1931